# Drei Schwestern (Berg)
Die Drei Schwestern sind drei Gipfel einer Bergkette im Rätikon, einer Gebirgsgruppe der westlichen Zentralalpen. Der Hauptgipfel, die Große Schwester, misst eine Höhe von 2053 m ü. A. (österreichische Messung) resp. 2052 m ü. M. (Schweizer Landeskarte). Die nordöstlich von ihr gelegene Mittlere Schwester, auch Wolan oder Vollandturm genannt, erreicht  eine Höhe von 2043 m ü. A. Die nordwestlich der Mittleren Schwester stehende Kleine Schwester, auch Jahnturm genannt, ist  2034 m ü. A. hoch. In der Literatur und im Web werden oft abweichende Zahlen genannt, die sich nicht decken mit den Angaben auf den offiziellen Karten.
Die Erstbesteigung erfolgte vermutlich durch Jäger, touristisch erstiegen wurde der Hauptgipfel am 10. Juni 1870 durch den schottischen Alpinisten John Sholto Douglass mit einem Jäger Wieser aus Frastanz. Die Große Schwester wird heute oft begangen.

## Lage und Umgebung
Die drei Gipfel markieren die Staatsgrenze zwischen dem österreichischen Bundesland Vorarlberg, Gemeinde Frastanz, und Liechtenstein, Gemeinde Planken. Nach Westen zum Alpenrheintal hin und nach Norden zum Walgau bilden die Drei Schwestern durch ihre nach Nordwesten vorgeschobene Position und ihren schroffen Fels-Charakter eine markante Erscheinung.

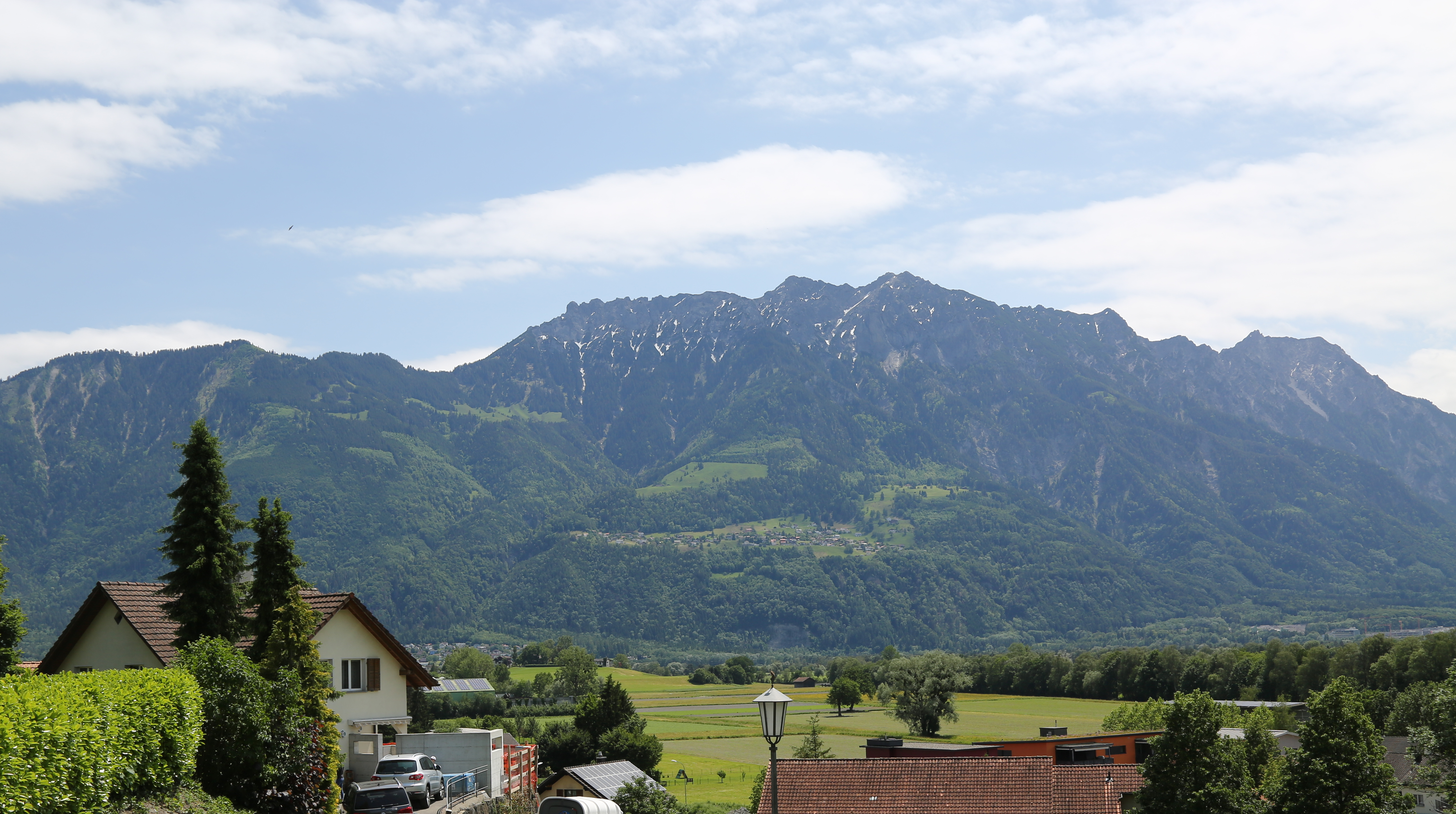
Die Drei-Schwestern-Kette erhebt sich steil über dem Liechtensteiner Rheintal, hier von Bendern aus gesehen

Die Kette der Drei Schwestern liegt im äußersten Nordwesten des Rätikons. In zwei Kilometern Luftlinie liegt nordwestlich das liechtensteinische Dorf Planken. Das österreichische Feldkirch liegt gut sieben Kilometer in nördlicher Richtung.
Die drei Gipfel bilden den nördlichen Abschluss eines in nordsüdlicher Richtung verlaufenden, sehr ausgeprägten Grats. Nach Westen fällt die Drei-Schwestern-Kette ins Alpenrheintal ab, nach Osten ins Saminatal. Südlich der Drei Schwestern steigt der Grat zum Garsellikopf (2105 m) an, auf den wenig weiter der Kuegrat (2123 m) folgt, der höchste Punkt der Drei-Schwestern-Kette.

## Benennungen
Der Hauptgipfel der Drei Schwestern heißt Große Schwester.
Die nordöstlich von ihr gelegene Mittlere Schwester, wird auch Wolan oder Vollandturm genannt. Die Benennung Vollandturm erfolgte nach dem Feldkircher Alpenvereinsmitglied Julius Volland (Jahrgang 1911). Naheliegend, doch letztlich unklar ist, ob die neuere Benennung Wolan eine Verballhornung der alten, Julius Volland ehrenden Bezeichnung Vollandturm ist.
Die nordwestlich der Mittleren Schwester stehende Kleine Schwester wird alternativ als Jahnturm bezeichnet.

## Stützpunkte und Wege
Der Weg der Erstersteiger von 1870 führte von Osten aus dem Saminatal über die Garsellaalpe durch die Ostflanke.
In den Jahren 1897/98 wurde vom Kurhaus Gaflei (1490 m ü. M.) aus zum Gipfel der Drei-Schwestern-Steig erstellt. Anregung hierzu kam vom Deutschen und Österreichischen Alpenverein. Der erste Teil ist als Fürstensteig bekannt, führt durch die Felswand des Alpspitz (1996 m ü. M.) und wurde von Fürst Johann II. bezahlt.
Heute wird das Gebiet durch ein ausgedehntes Wegenetz erschlossen. Am meisten begangen werden noch immer der Drei-Schwestern-Steig und der Fürstensteig. Als Stützpunkt für eine Begehung der Drei-Schwestern-Gruppe von Nordost nach Süd über den mit Seilsicherungen versehenen Drei-Schwestern-Steig dient die Feldkircherhütte (1204 m ü. A.). Eine Begehung von Nordwesten her kann von der Gafadurahütte (1428 m ü. M.), oberhalb von Planken aus unternommen werden. Im Süden dient die vom Bus bediente Alp Gaflei als Stützpunkt für eine Begehung des Fürstensteigs zu den Drei Schwestern. Der Hauptgipfel kann auch über reine Kletterrouten in den UIAA-Schwierigkeitsgraden II bis V− erreicht werden. Die Nordwand der Mittleren Schwester weist Schwierigkeiten bis UIAA VI− auf.

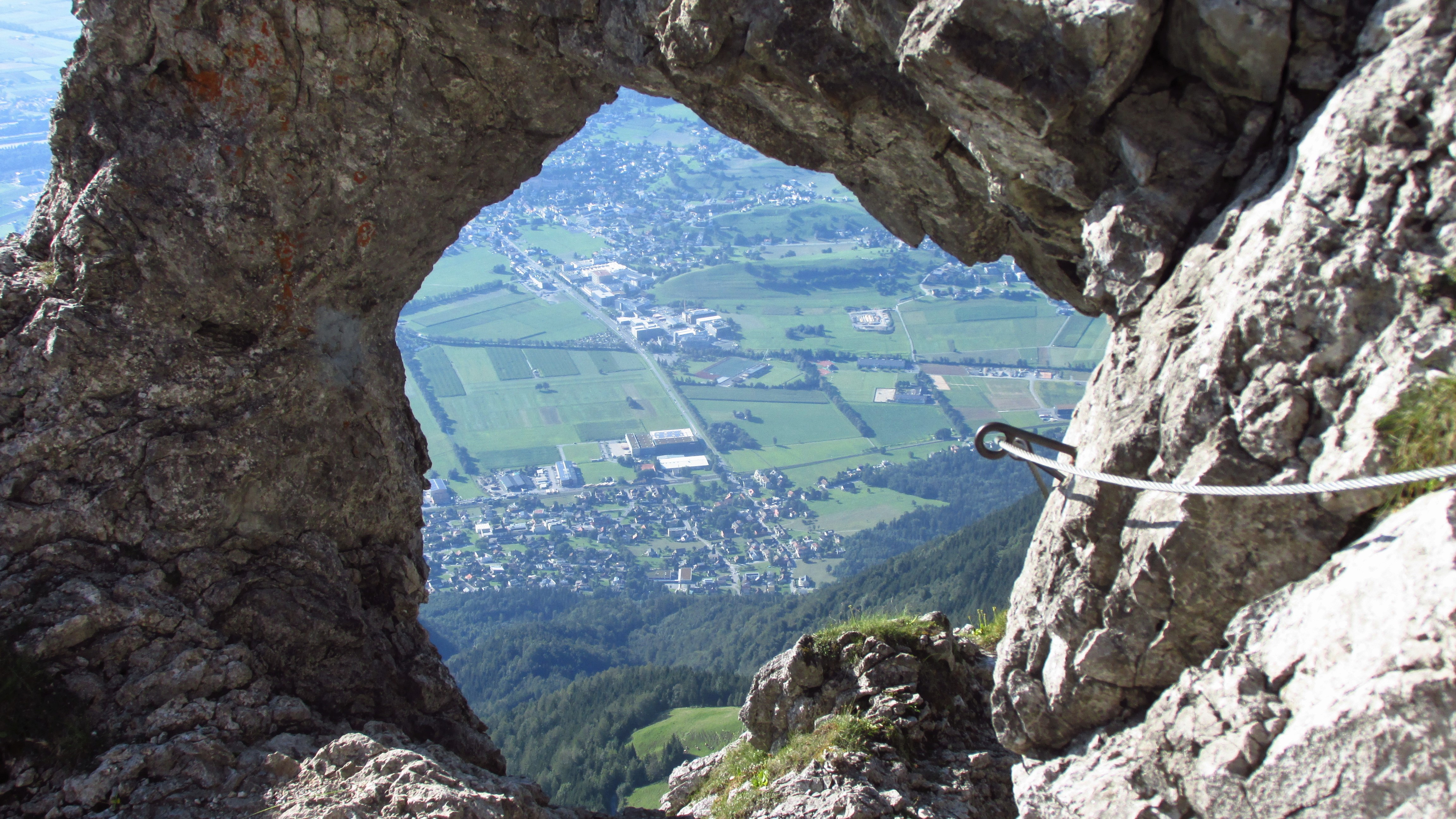
Felsenfenster mit Blick auf Nendeln beim Abstieg von den Drei Schwestern nach Norden

Beim Abstieg von den Drei Schwestern nach Norden führt der Weg durch ein Felsenfenster mit Tiefblick auf das über 1500 m tiefer gelegene Rheintal, welches man auch beim Aufstieg aus dieser Richtung durchsteigt.
Auf dem Fernwanderweg Zentralalpenweg, der über 1200 Kilometer von Hainburg im Osten Österreichs nach Feldkirch führt, sind die Drei Schwestern die westlichsten Gipfel.

## Naturschutz

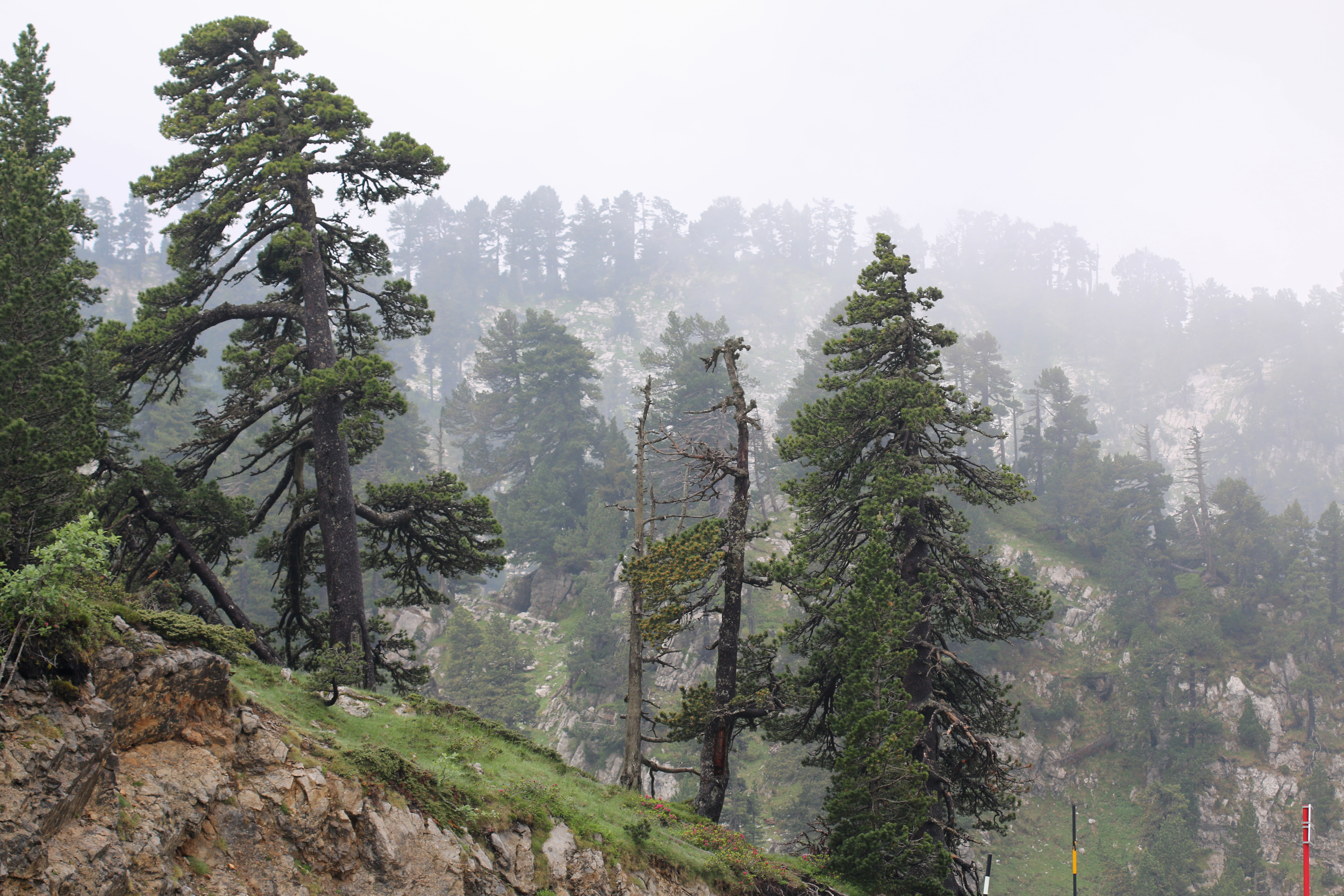
Spirken (Pinus mugo subsp. uncinata)

Der auf Vorarlberger Gebiet liegende Teil der Drei Schwestern wurde 1976 in die Liste der geschützten Landschaftsteile in Vorarlberg aufgenommen und steht daher unter Naturschutz. Auf liechtensteinischer Seite findet sich im Saminatal das Waldreservat Plankner Garselli.
An der Grenze zwischen Liechtenstein und Österreich wurde auf dem Gemeindegebiet von Frastanz das Europaschutzgebiet Spirkenwälder Saminatal ausgewiesen. Insbesondere das dortige Vorkommen der Spirke (Pinus mugo subsp. uncinata), einer Unterart der Bergkiefer, war dafür maßgeblich. Im Grenzraum Liechtenstein-Vorarlberg gibt es regelmäßige Luchshinweise. Im Saminatal pflanzt sich der Luchs nachweislich fort.
Mario F. Broggi, Vaduz, schlug im Jahr 2022 in einem Bericht der Botanisch-Zoologischen Gesellschaft Liechtenstein-Sarganserland-Werdenberg vor, das Samina-/Galinatal (Liechtenstein-Vorarlberg) als grenzüberschreitendes Wildnisgebiet auszuweisen. Dies beträfe auch Teile des Drei-Schwestern-Massivs.

## Sage

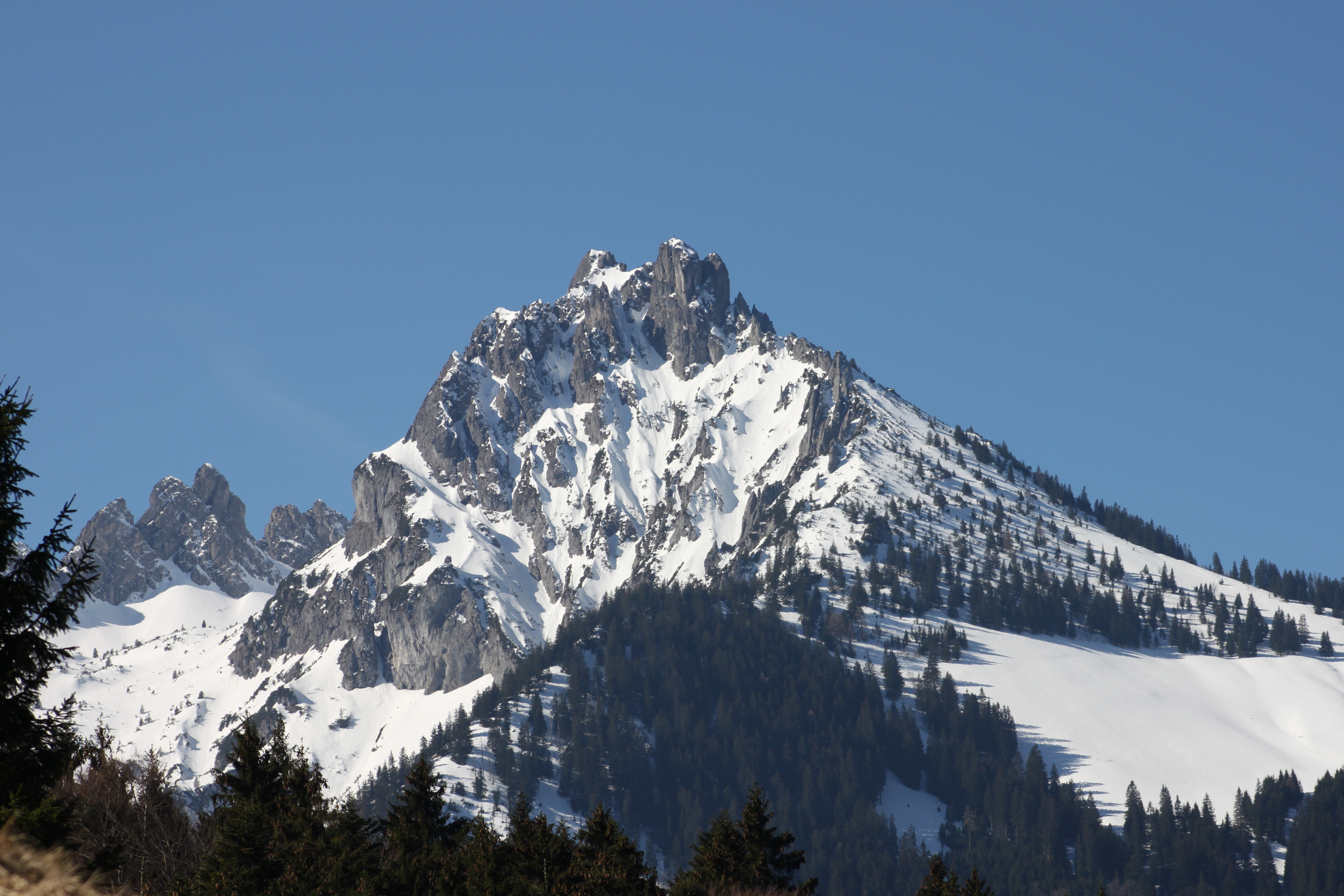
Die Drei Schwestern im März von Frastanz aus gesehen. Im Hintergrund links die Garsellitürme.

Die markante Form und der Name des Berges ist auch Thema einer Sage, die je nach Region ein wenig anders erzählt wird. Der vorarlbergischen Sage zufolge wurden drei Schwestern aus Frastanz, die sich am Sonntag, anstatt die heilige Messe zu besuchen, zum Beerensuchen in die Berge begaben, von einem Venediger zur Strafe in Stein verwandelt. Der liechtensteinischen Sage zufolge, die in ihren Grundzügen allerdings sehr ähnlich ist, kamen die Schwestern aus Schaan und wurden von Maria, Mutter Jesu, bestraft.